# RedShift
RedShift — компьютерный планетарий для персонального компьютера с Microsoft Windows, Android и iPad/iPhone. Обладает довольно широким спектром возможностей. Используются данные каталога Hubble Guide Star Catalog II. Планетарий в расширенном формате содержит более 100 миллионов звёзд, более миллиона объектов глубокого космоса, более 125000 астероидов и более 1800 комет. Благодаря численному интегрированию возможен точный расчёт параметров движения комет и астероидов с учётом влияния всех существенных гравитационных объектов солнечной системы.